# Giovanni Bembo
Giovanni Bembo, död 1618, var en venetiansk doge. Han var regerande doge av Venedig 1615–1618.